# Neritos abdominalis
Haemanota abdominalis là một loài bướm đêm thuộc phân họ Arctiinae, họ Erebidae.